# Velká pánev

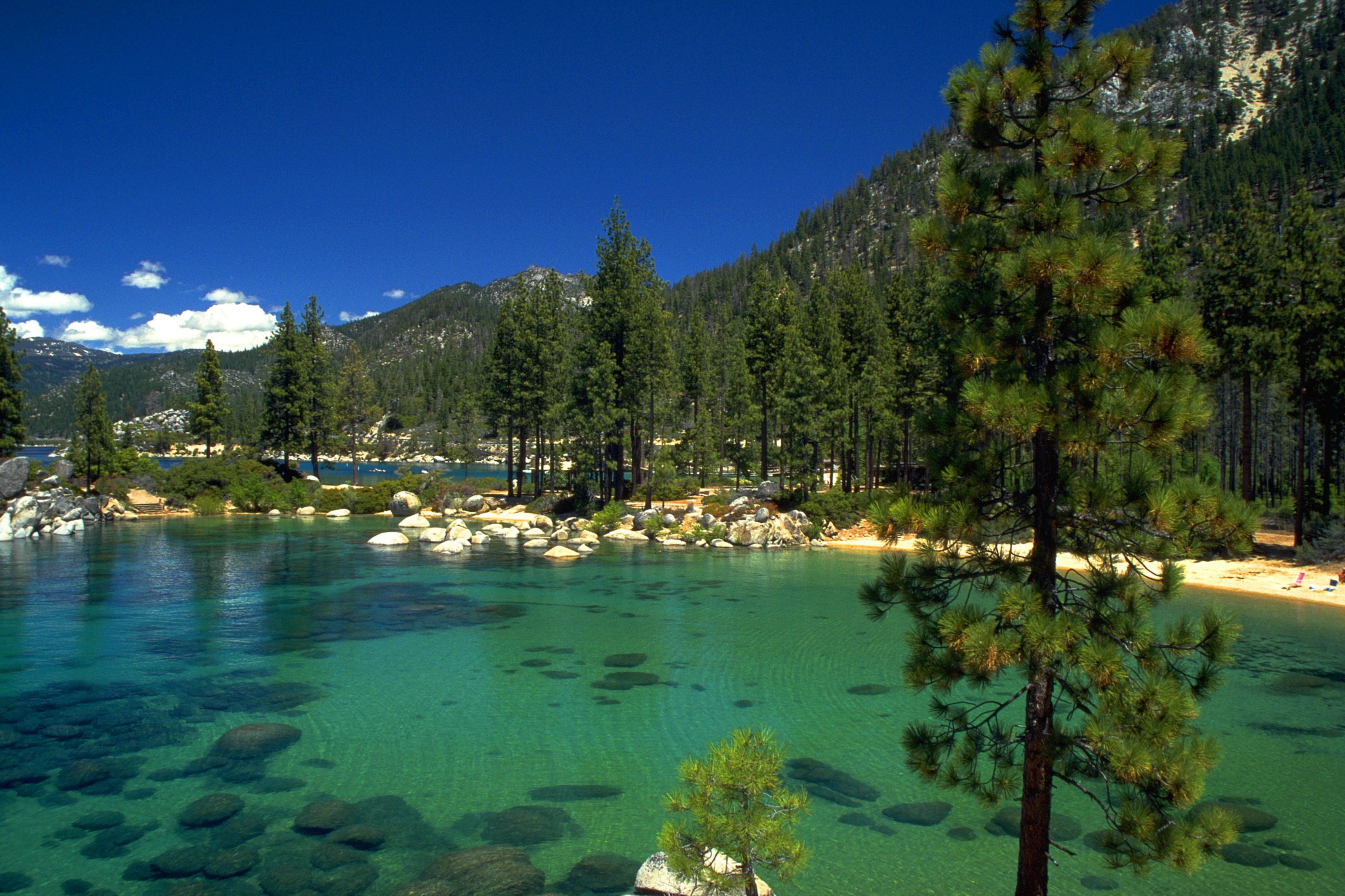
Velká pánev – jezero Tahoe

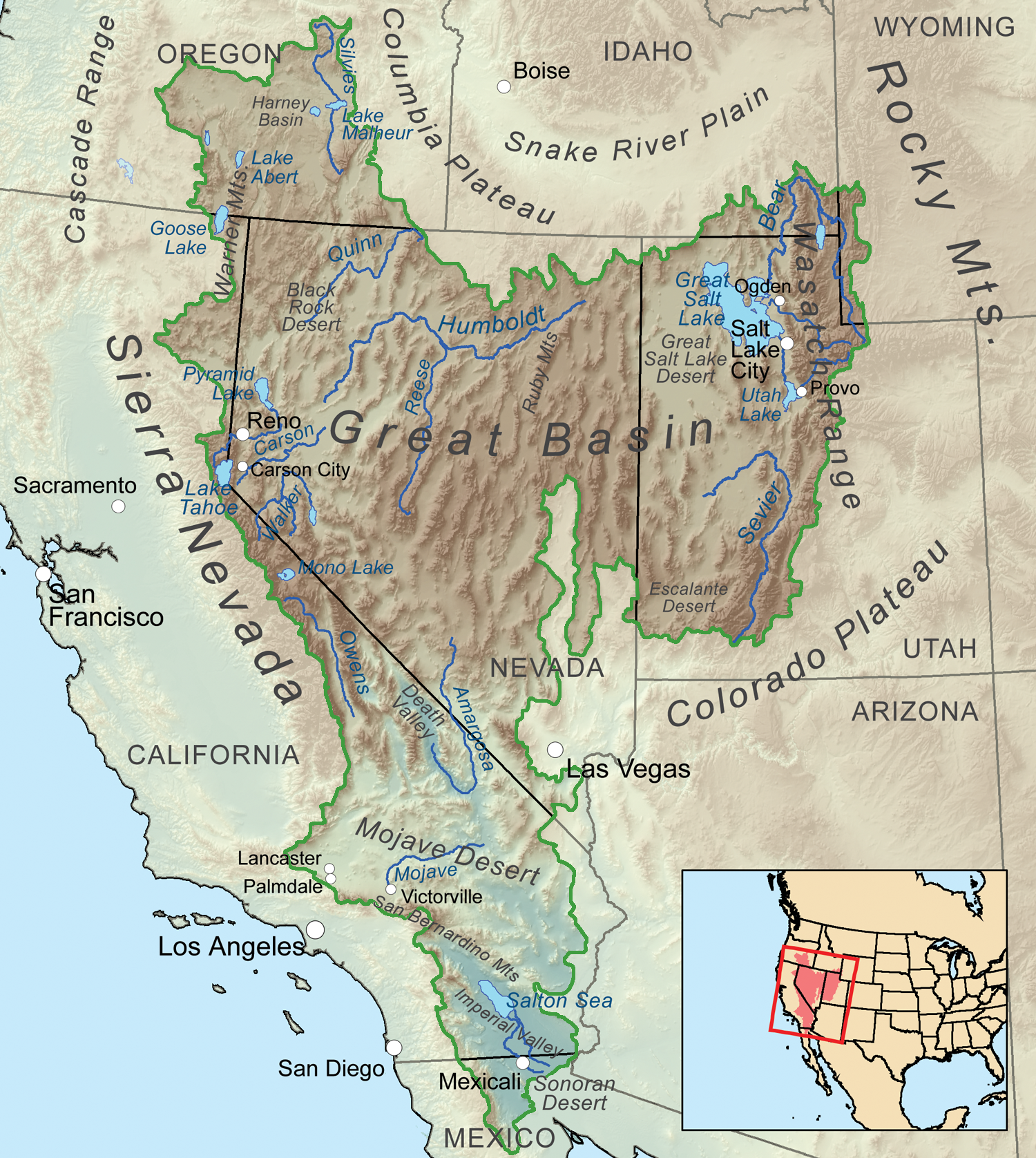
Velká pánev na mapě

Velká pánev (anglicky Great Basin, česky též Velká kotlina) je rozsáhlá suchá a hornatá oblast, která se nachází mezi Skalistými horami a Sierrou Nevadou ve Spojených státech amerických. Je známa svými vysokohorskými jezery, krápníkovými jeskyněmi, až 5000 let starými borovicemi a Údolím smrti.

## Geografie

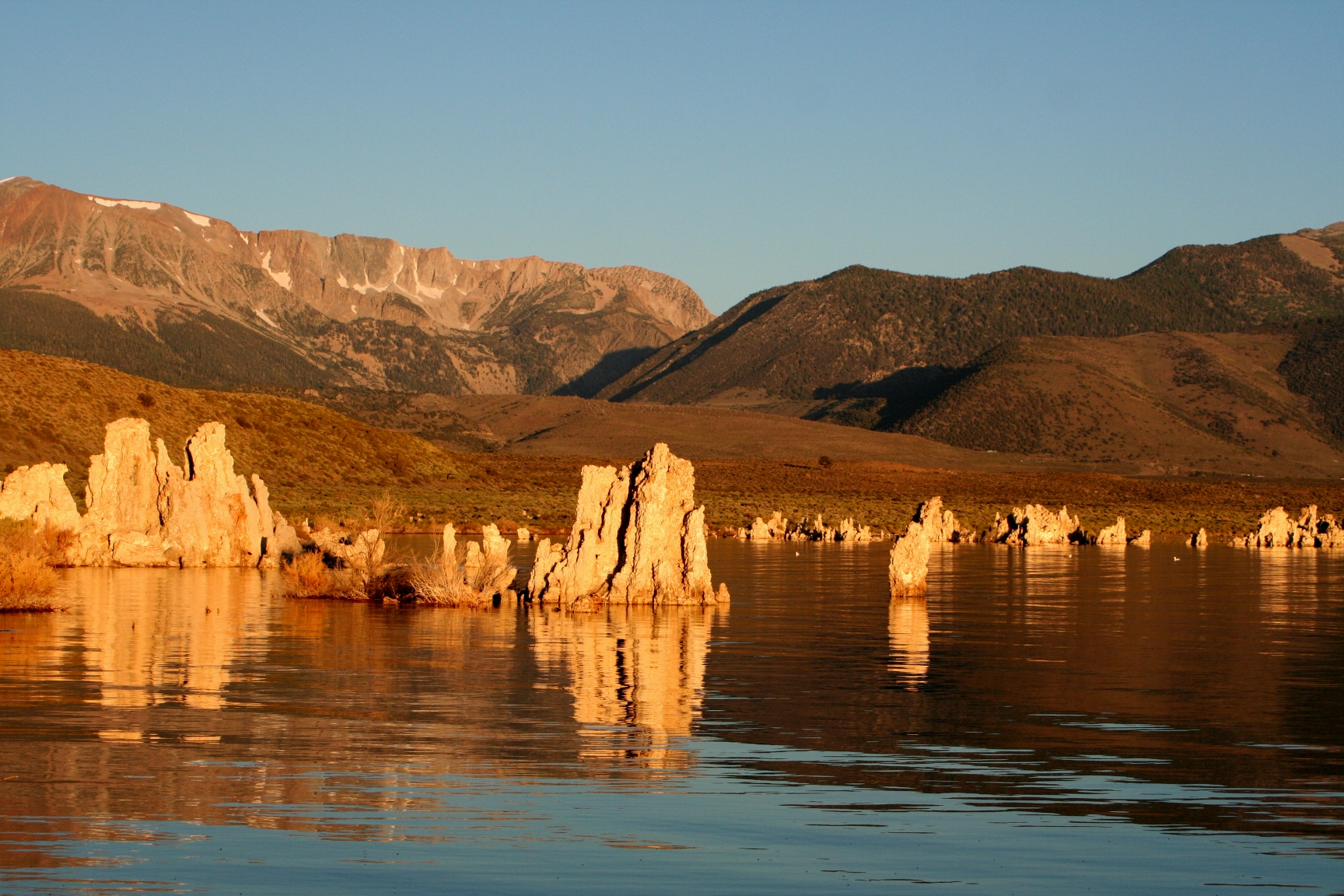
Jezero Mono

Velká pánev má rozlohu přibližně 500 000 km². Pokrývá většinu území státu Nevada, přibližně polovinu území státu Utah a menší části států Kalifornie, Idaho a Wyoming. U východní hranice státu Nevada leží Národní park Great Basin. Na jednom místě parku existují specifické klimatické podmínky, v nichž vyrostly pravděpodobně nejstarší žijící organismy na světě – pomalu rostoucí borovice, až 5000 let staré. K dlouhověkosti jim pomáhá zvláštní pryskyřice, která odpuzuje škodlivý hmyz a chrání je proti některým nemocem.
Oblastí se od severu k jihu táhnou horské hřebeny, umístěné téměř v pravidelných vzdálenostech od sebe. Na hranicích Nevady a Utahu, v pohoří Snake Range, se tyčí hora Wheeler Peak, která je 3982 m vysoká. Mezi horskými hřebeny leží osamělá vysokohorská jezera, často obsahující slanou vodu. Některá z nich byla na těchto místech už v době ledové. Např. Velké Solné jezero leží v nadmořské výšce 1280 m a má rozlohu 4400 km². Je pozůstatkem zaniklého jezera Bonneville z doby ledové. Jezero Tahoe leží v nadmořské výšce 1897 m, má rozlohu 502 km² a úctyhodnou hloubku až 501 m. Z jezera odtéká řeka Truckee, která je důležitým zdrojem vody pro zavlažování přilehlých oblastí. Jezero Mono leží ve výšce 1944 m nad mořem a má rozlohu 180 km². Naopak jezero o rozloze 630 km², nazývané Saltonské moře, leží v propadlině a má zápornou nadmořskou výšku (-69 m).
Místy se vyskytují mokřady a jejich zvláštní typy - slaniska. V oblasti je několik řek, ale protože ji prakticky ze všech stran obklopují hory, tak žádná z řek neodtéká do moře. Voda stéká z hor do jezer a mokřadů, ze kterých se zase vypařuje do vzduchu. Medvědí řeka je 790 km dlouhá a ústí do Velkého Solného jezera, jako jeho největší přítok. Jde o nejdelší řeku ve Spojených státech amerických, která neteče do moře. Humboldtova řeka je přibližně 600 km dlouhá a ústí do Humboldtova jezera.

## Fauna a flóra

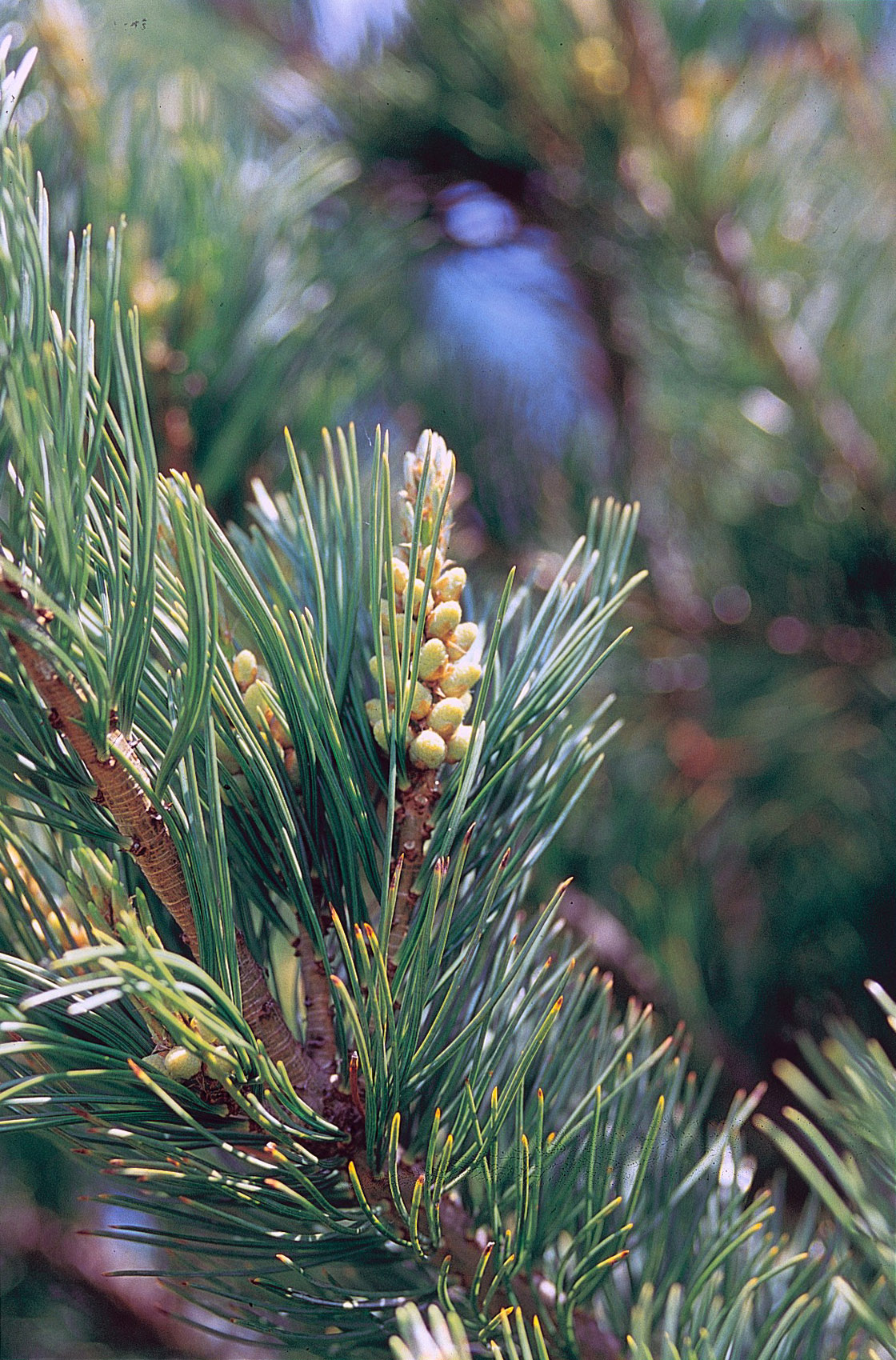
Borovice ohebná

Do přírody Velké pánve patří pozoruhodný vidloroh americký, který dokáže běžet rychlostí až 100 km/hod, dále jelenec ušatý, puma americká, kojot prérijní, zajíc tmavoocasý a králík pouštní. V menší míře se zde vyskytují jelen wapiti a ovce tlustorohá.
Vcelku běžně, zvlášť v malých nadmořských výškách, najdeme různé ještěrky, leguány leopardí, leguánky a ropuštníky. Běžně se vyskytují hadi jako např. užovky býčí a jedovatí chřestýši. V blízkosti vodních ploch žijí vodní ptáci, např. pelikán severoamerický a bahňáci. Ohroženými druhy, žijícími v oblasti Velké pánve, jsou pakaprovec nevadský a mločík Campův.
Velká pánev je domovem orla skalního a mnoha dalších ptáků, jako jsou krkavec velký, hrdlička karolinská, strakapoud americký a straka americká. Vyskytují se zde i nepůvodní druhy ptáků, které původně obývaly pohoří Ruby Mountains v Nevadě, velekur himálajský a koroptev polní. Hlavní složkou jejich potravy v této oblasti tvoří invazivní druh trávy sveřep střešní. Dalšími cizími druhy jsou divocí koně – mustangové, divocí oslíci (burros).
Se stoupající nadmořskou výškou se drsná polopoušť zvolna mění na oblast bujné vegetace, která tu má více vláhy. V nižších oblastech dominují pelyněk a pýrovník, ale ve vyšších oblastech rostou borovice, jako je např. borovice mexická a borovice ohebná, která bývá pěstována i v Česku jako parková dřevina. Nejznámějšími borovicemi ve Velké pánvi jsou ale borovice osinaté. Jejich poddruh, nazývaný Pinus longaeva, se dožívá velmi vysokého věku. U jednoho z těchto stromů byl zjištěn věk 4842 let. Pro vyjádření výjimečně vysokého věku bývá srovnáván s Metuzalémem, který podle Bible žil 969 let.

## Krápníkové jeskyně

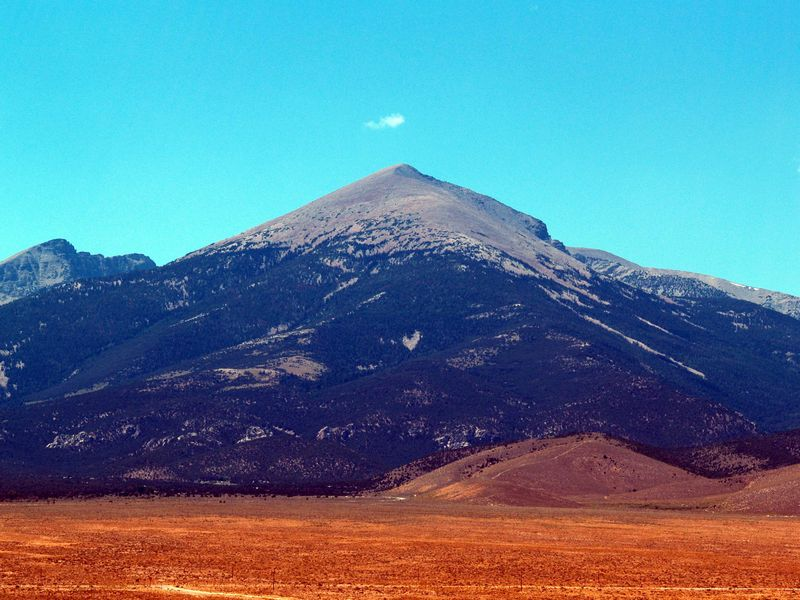
Wheeler Peak

Krápníkové jeskyně Lehman Caves jsou pojmenovány podle farmáře Absaloma Lehmana, který je objevil v roce 1885. Leží jen několik kilometrů od vrcholu hory Wheeler Peak, která je nejvyšší horou pohoří Snake Range a celé oblasti Velké pánve.
Jeskyně původně byly chráněny samostatně jako národní památka. Dnes jsou součástí chráněné oblasti Great Basin National Park. Mají bohatou krápníkovou výzdobu, a tím lákají turisty. Žije v nich řada menších živočichů, mezi něž patří cvrčci, pavouci a chvostoskoci. Najdeme tam i řadu netopýrů, mezi něž patří i netopýr Townsendův.

## Obyvatelstvo
Velká pánev je obývána několika indiánskými kmeny. Indiáni žijí i v přilehlých oblastech na severu a na východě. Velká pánev sousedí se dvěma velkými metropolemi, kterými jsou Reno na západě a Salt Lake City na východní straně. Oblast mezi těmito dvěma městy je řídce osídlena, ale zahrnuje i menší města Delta, Elko, Ely, Tonopah, Wendover, West Wendover a Winnemucca. V jižní části pánve jsou města Palmdale, Victorville a Palm Springs.

## Klima
Poušť má maximální denní teploty 38 °C a minimální teploty -7 °C. Celkově je klima dost suché. Vzhledem ke své severní poloze a poměrně vysoké nadmořské výšce bývá Velká pánev nazývána „studená poušť“.

## Galerie

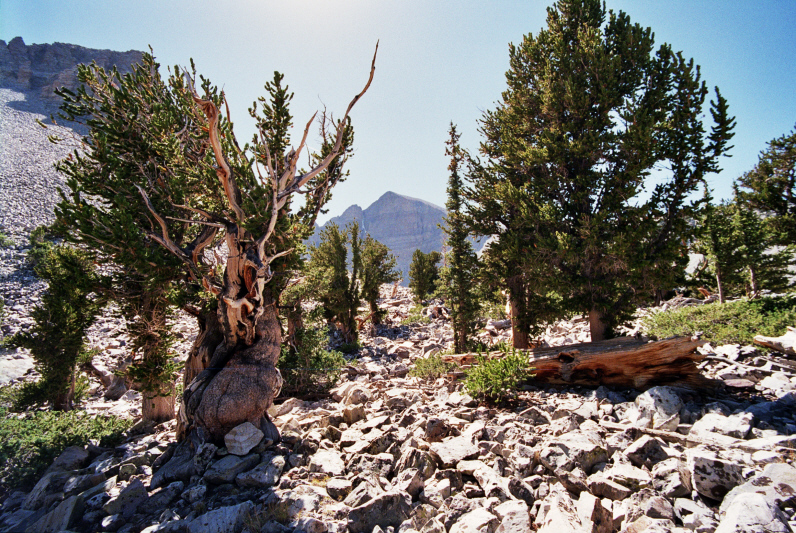
Borovice osinatá
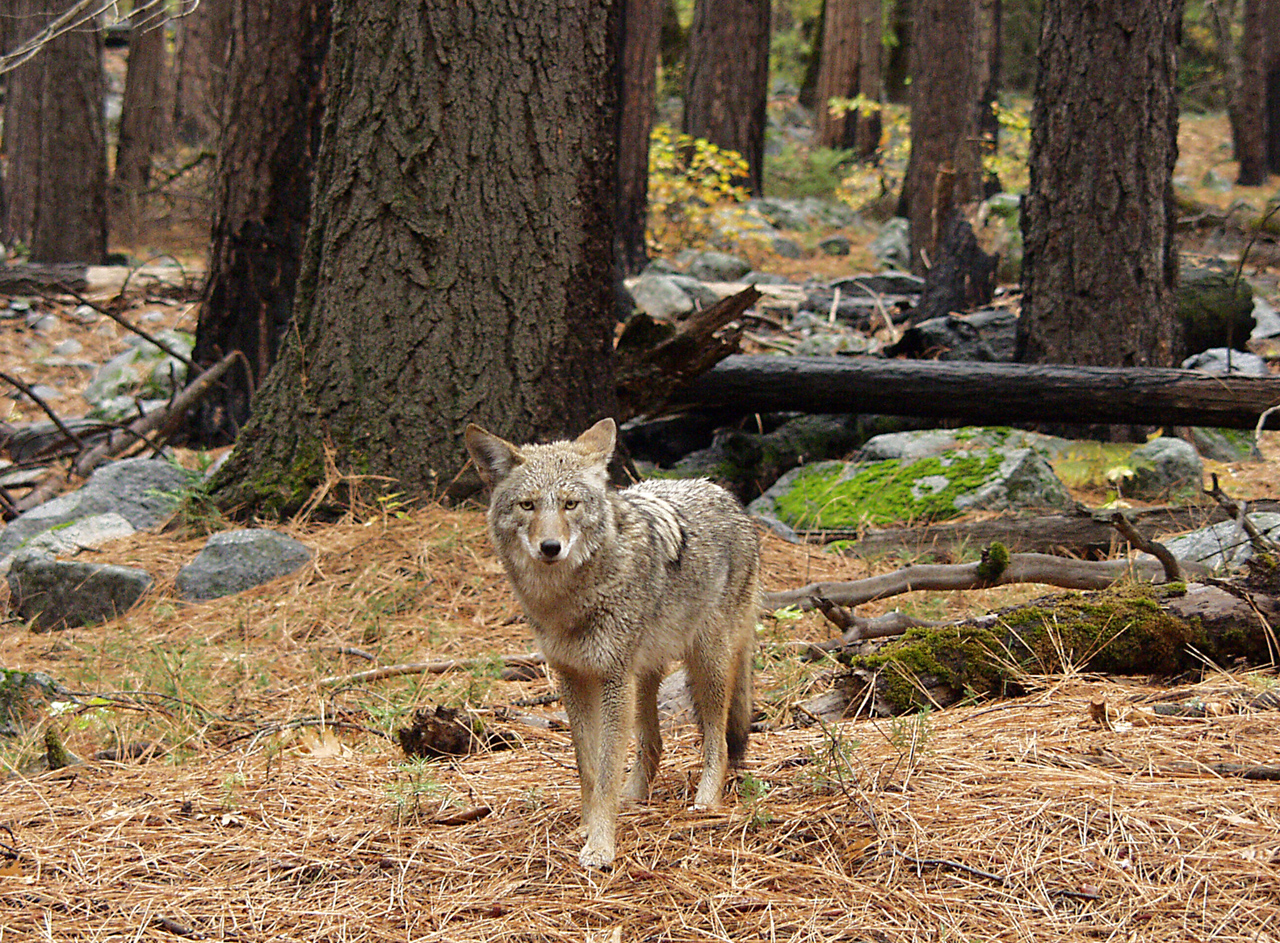
Kojot prérijní
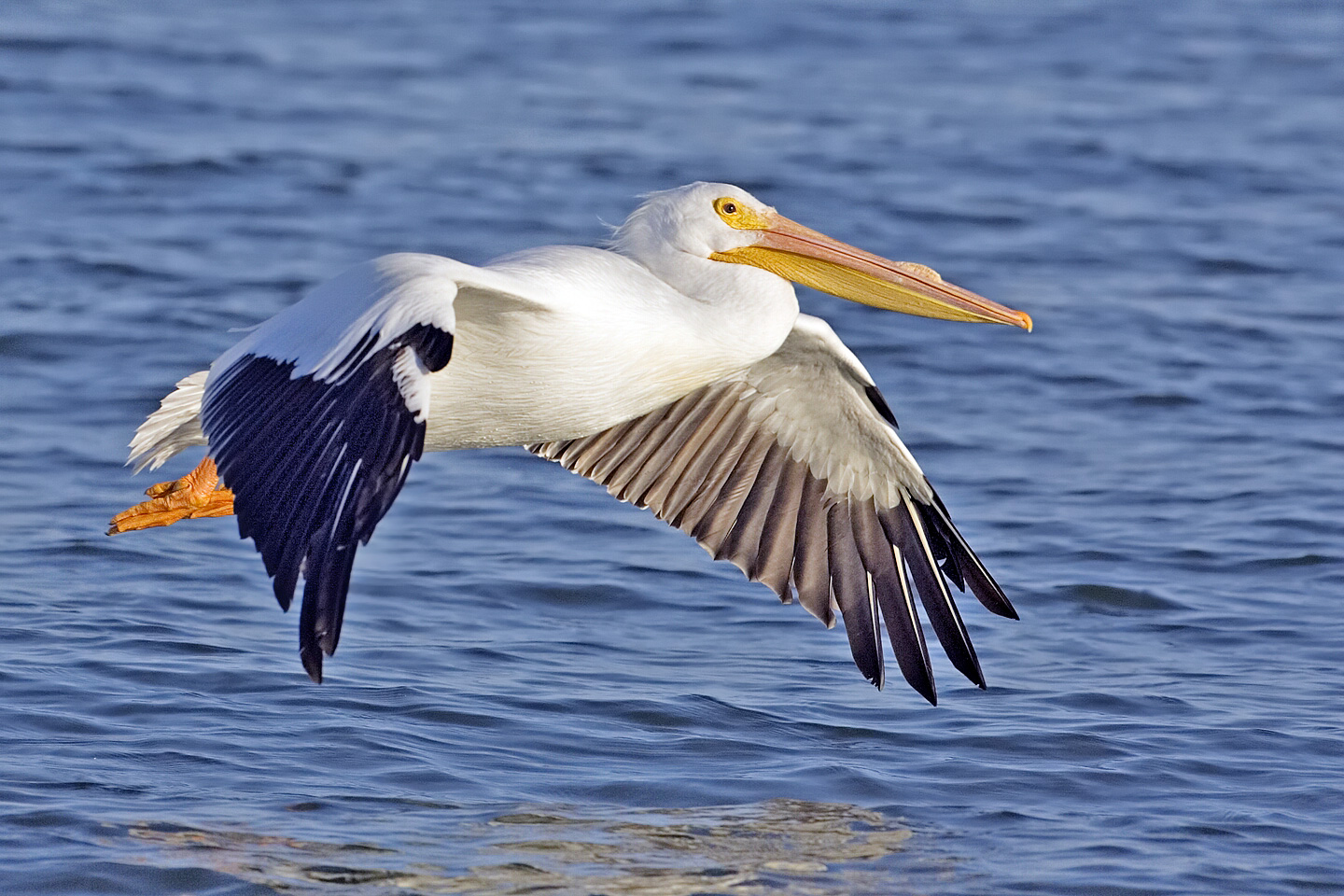
Pelikán severoamerický
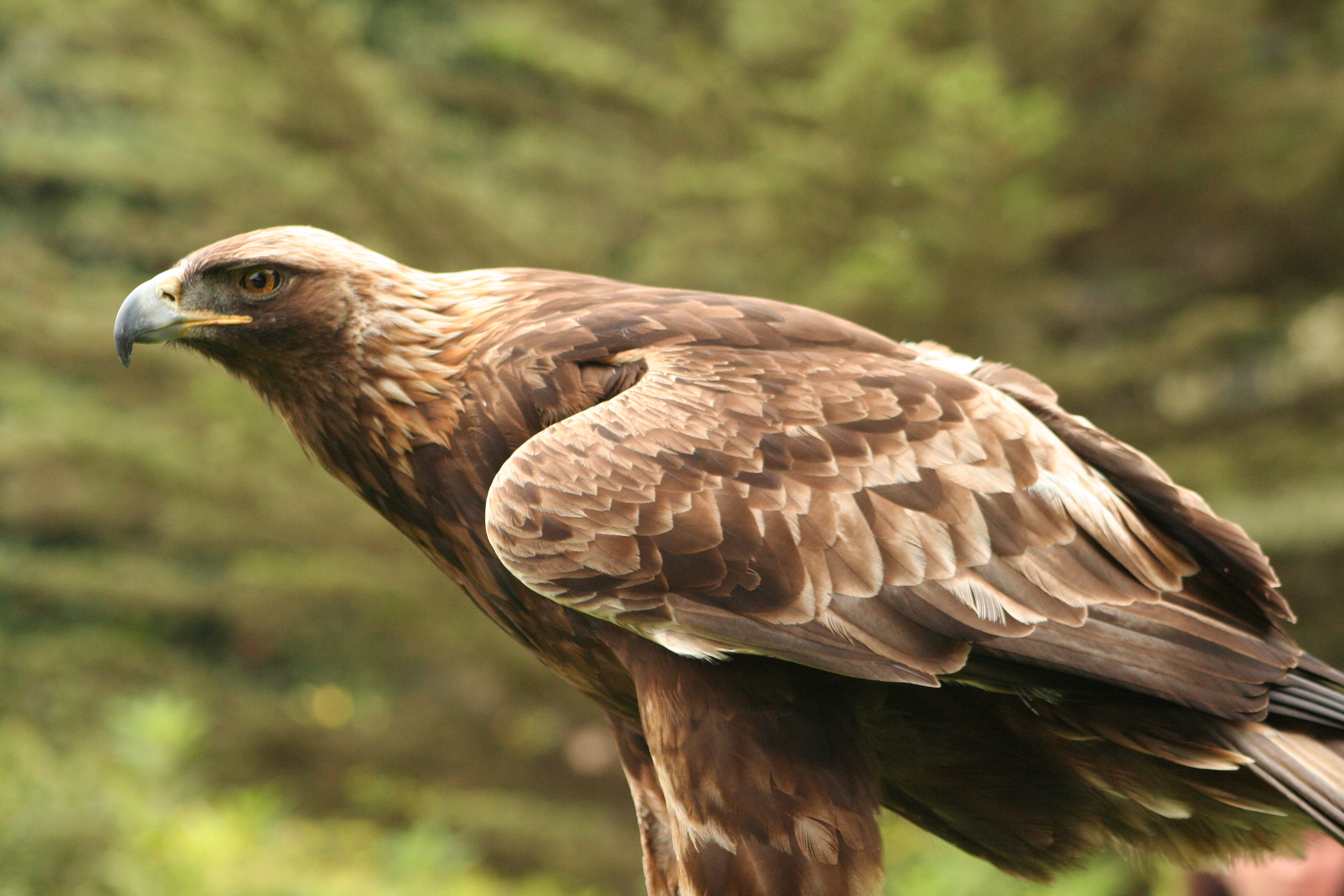
Orel skalní
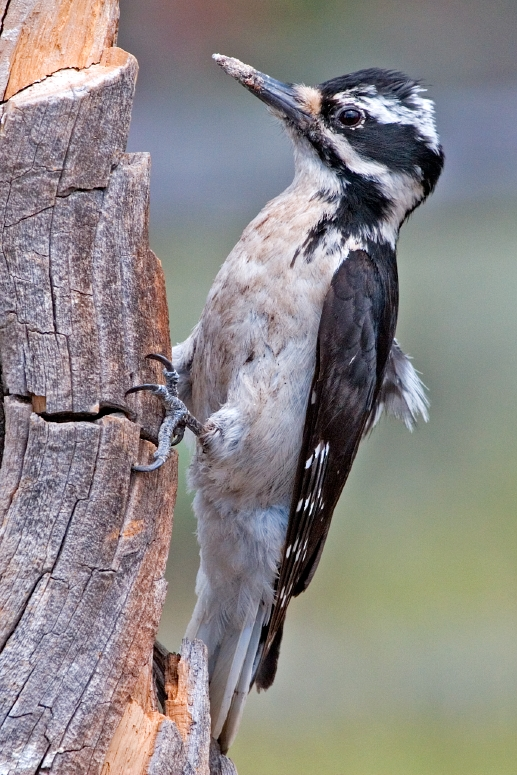
Strakapoud americký
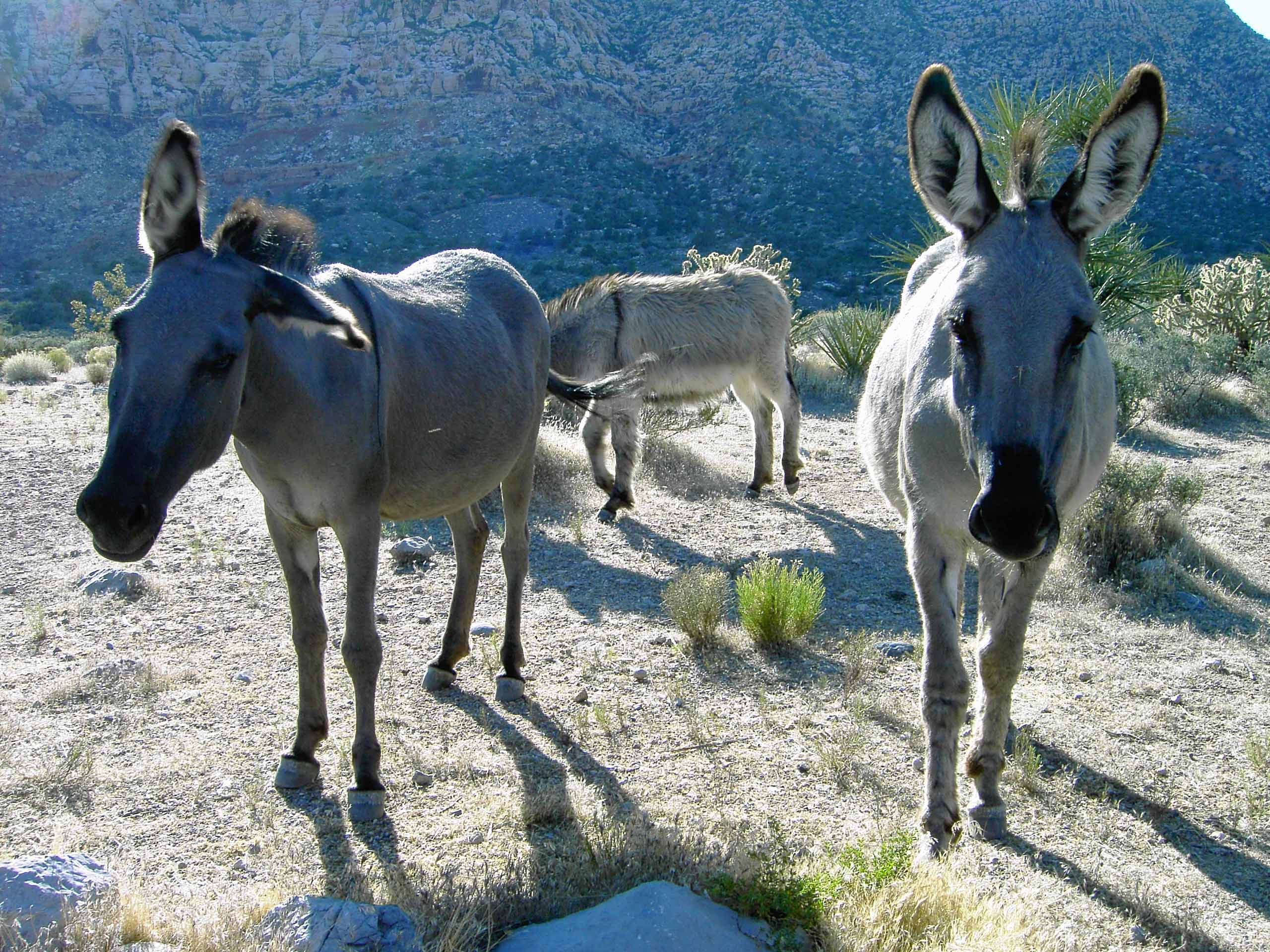
Divocí oslíci
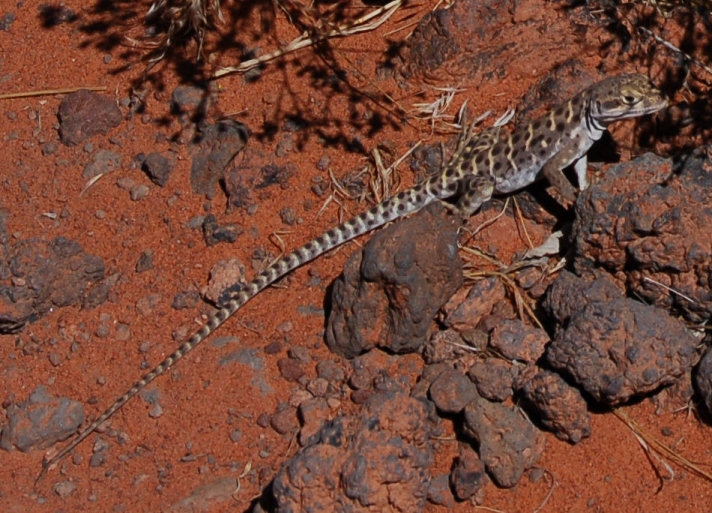
Leguán leopardí